# Леандро Фернандес де Моратін
Леандро Фернандес де Моратін (нар. 10 березня 1760, Мадрид — пом. 2 червня 1828, Париж) — іспанський поет і драматург.

## Біографія
Леандро Фернандес де Моратін народився як син іспанського поета і драматурга Ніколаса Фернандеса де Моратіна (1737—1780), тому його часто називають «Моратіном молодшим». Його матір звали Ісідорою Кабо Конде. У чотири роки перехворів на віспу. Оскільки його батько був проти навчання в університеті, він спочатку став годинникарем.
Леандро був протеже Мануеля де Годоя і після окупації Іспанії військами Наполеона Бонапарта став на бік його брата Жозефа Бонапарта як так званого «Афрансесадо», який зійшов на іспанський престол після примусового зречення Бурбонів. На знак вдячності його призначили «Bibliotecario Mayor» (головним бібліотекарем), що спричинило йому певні проблеми після вигнання французів, тож він переїхав до Барселони та провів останні роки свого життя в Бордо й Парижі. 
Моратін помер у Парижі і був похований там на кладовищі Пер-Лашез. Однак на початку 20-го століття його останки були перевезені до Іспанії для поховання в мадридському Пантеоні видатних людей (Panteón de Hombres Ilustres).

## Творчість
Леандро Фернандес де Моратін був найважливішим іспанським драматургом XVIII століття й виступав за оновлення театру в Іспанії. Писав у стилі неокласицизму.
Моратін переклав такі твори Мольєра, як Le médecin malgré lui (Лікар мимоволі) і L'école des maris (Школа чоловіків), а також зробив перший прозовий переклад шекспірівського Гамлета іспанською мовою.
Менш відома його роль як історика театру: його посмертно опублікована історія походження іспанського театру Orígenes del teatro español (1830–31) була одним із перших серйозних досліджень іспанського театру до Лопе де Веги.

### Драми
Моратін бачив театр як моральний інститут для поширення буржуазних цінностей. У центрі його драм – середній клас з його проблемами, такими як пошук партнера та сім'ї, а також освіта, особливо жіноча. В його театрі немає нічого надзвичайного чи фантастичного, що відрізняє його від театру пізнього бароко з його схильністю до неймовірних сюжетів. Поміркованість і моральна врівноваженість, а також вірогідність є його основними принципами. Автор виступає проти таких крайнощів, як старі чоловіки, що одружуються з дуже молодими дівчатиами, він виступає проти нерозумної пристрасті, жадібності, заздрості, легковажності тощо. За його словами, мета театру полягає в тому, щоб викривати пороки і помилки суспільства. Подібно до Мольєра, його герої є втіленнями узагальнених типів.
- El viejo y la niña (Старий і дівчина): комедія, прем'єра відбулася 22 травня 1790 року, основна тема — вікова різниця між подружніми парами та вільний вибір жінки супутника життя
- La comedia nueva (Нова комедія): Театральна сатира в прозі, прем'єра відбулася 7 лютого 1792 року в Teatro Príncipe, сюжетом є нібито «нова комедія» Елевтеріо Кріспіна де Андорра, El gran cerco de Viena (Велика облога міста Відень), прем'єра якого зазнала фіаско . Місце дії — кав'ярня в Іспанії XVIII століття; зразком стала комедія Гольдоні La bottega del caffè . Водночас твір є досконалим втіленням класичних норм, таких як правило трьох єдностей: уся дія відбувається в одній кімнаті кав'ярні, а вистава триває рівно стільки ж, скільки й «граний час».
- El sí de las niñas (Дівчачі клятви): комедія, 1805. Тут також ідеться про різницю у віці у стосунках між чоловіком і жінкою, а також про вільне рішення «молодих дівчат» при виборі партнера; великий успіх свого часу.
- El barón (Барон): задуманий у 1787 році як сарсуела, пізніше переписаний і прем'єрно показаний як комедія в Театрі де ла Круз у 1803 році.
- La mojigata : Написано в 1791 році, прем'єра відбулася 19 травня 1804 року в Театрі де ла Крус
- La derrota de los pedantes (Поразка педантів)

### Вірші
- In: Obras dramáticas y líricas 1825, том. III: 109 віршів

### Вибрані твори
- El sí de las niñas. La comedia nueva. Hrsg. von René Andioc. Madrid: Espasa, 2001.
- Poesías completas (poesías sueltas y otros poemas), Hrsg. von Jesús Pérez Magallón. Barcelona: Sirmio, 1995.